# Het Feest der Letteren

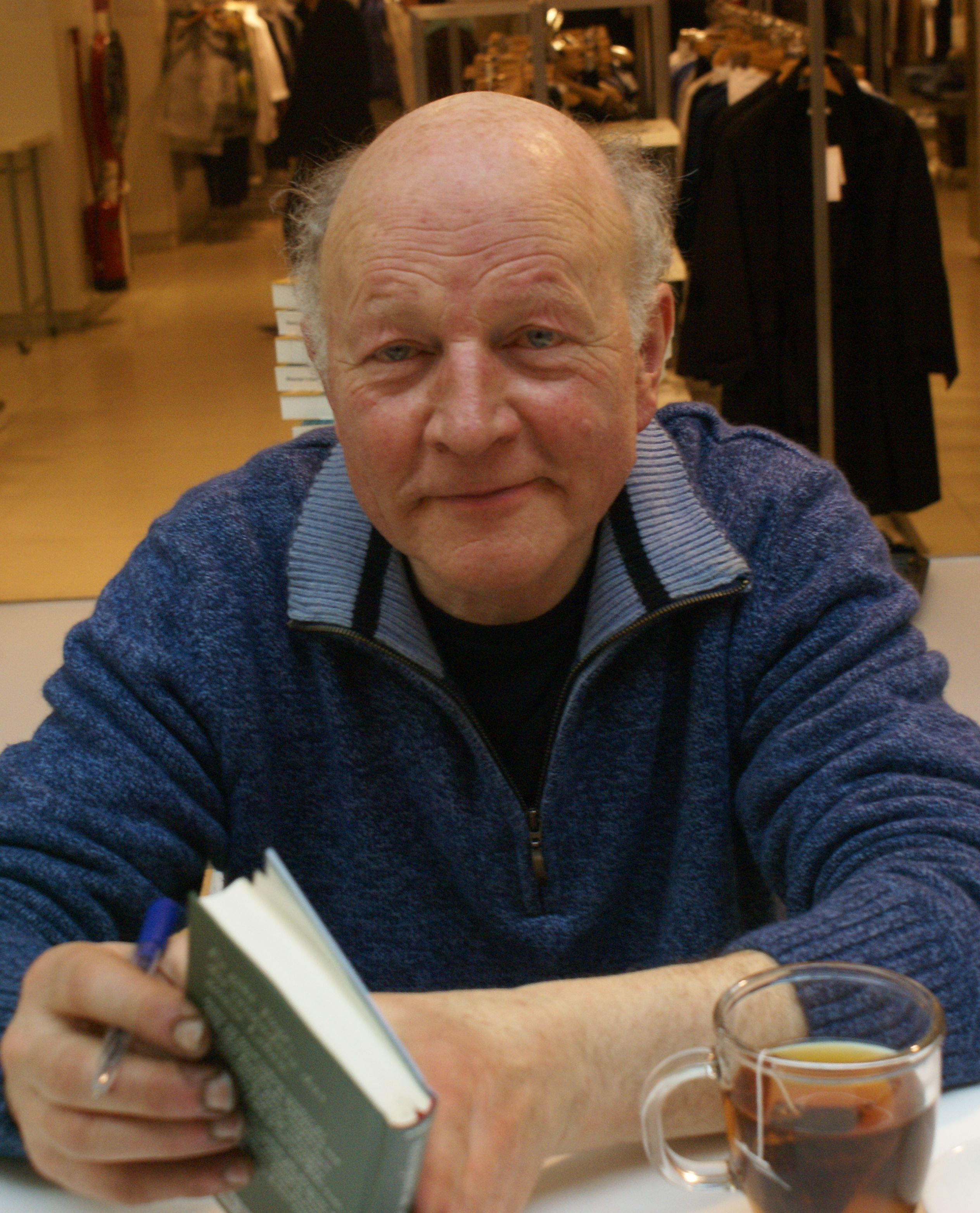
Schrijver Maarten 't Hart tijdens Het Feest der Letteren, 2011

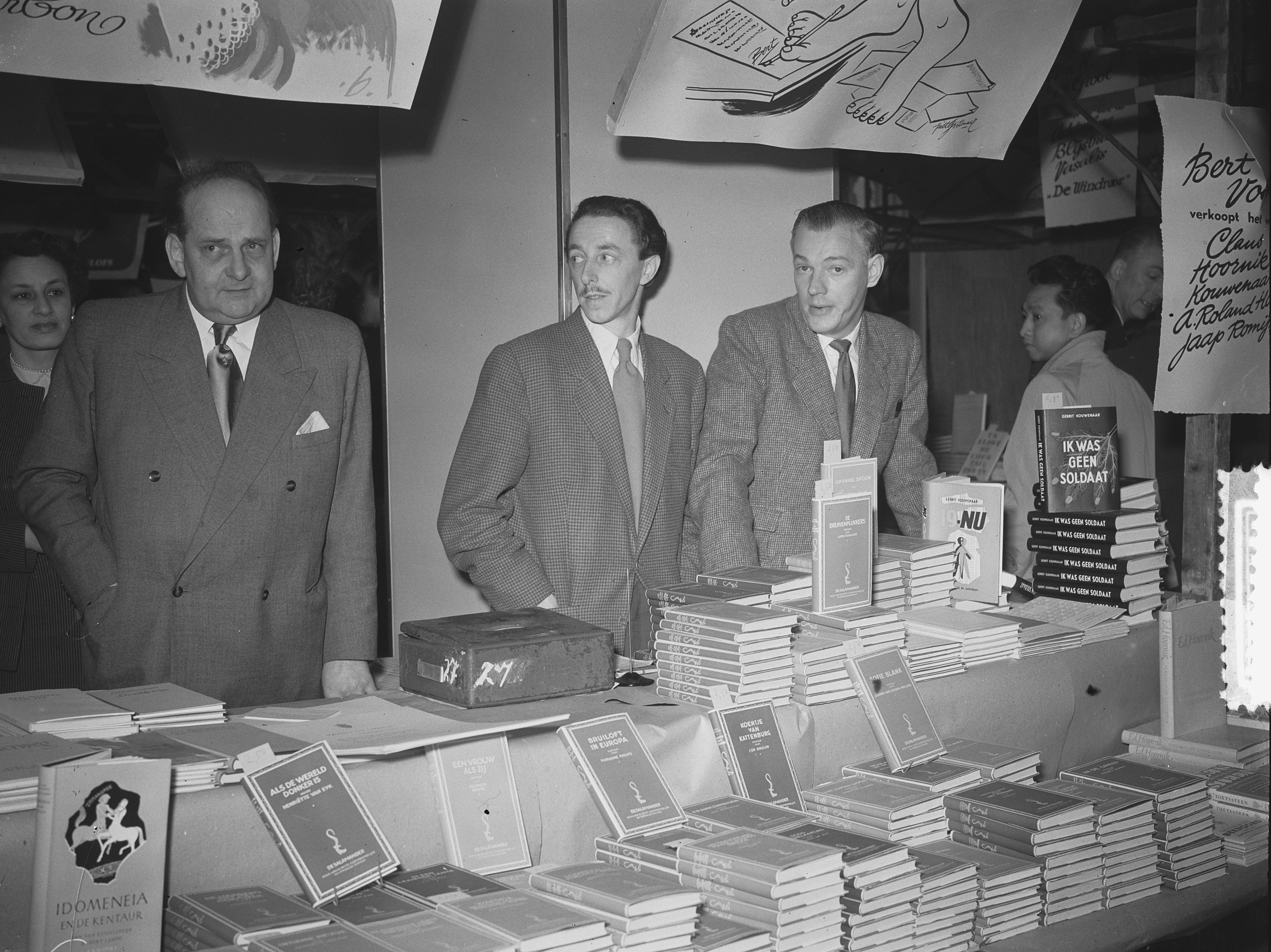
Schrijvers verkopen boeken in de Bijenkorf Amsterdam, maart 1952

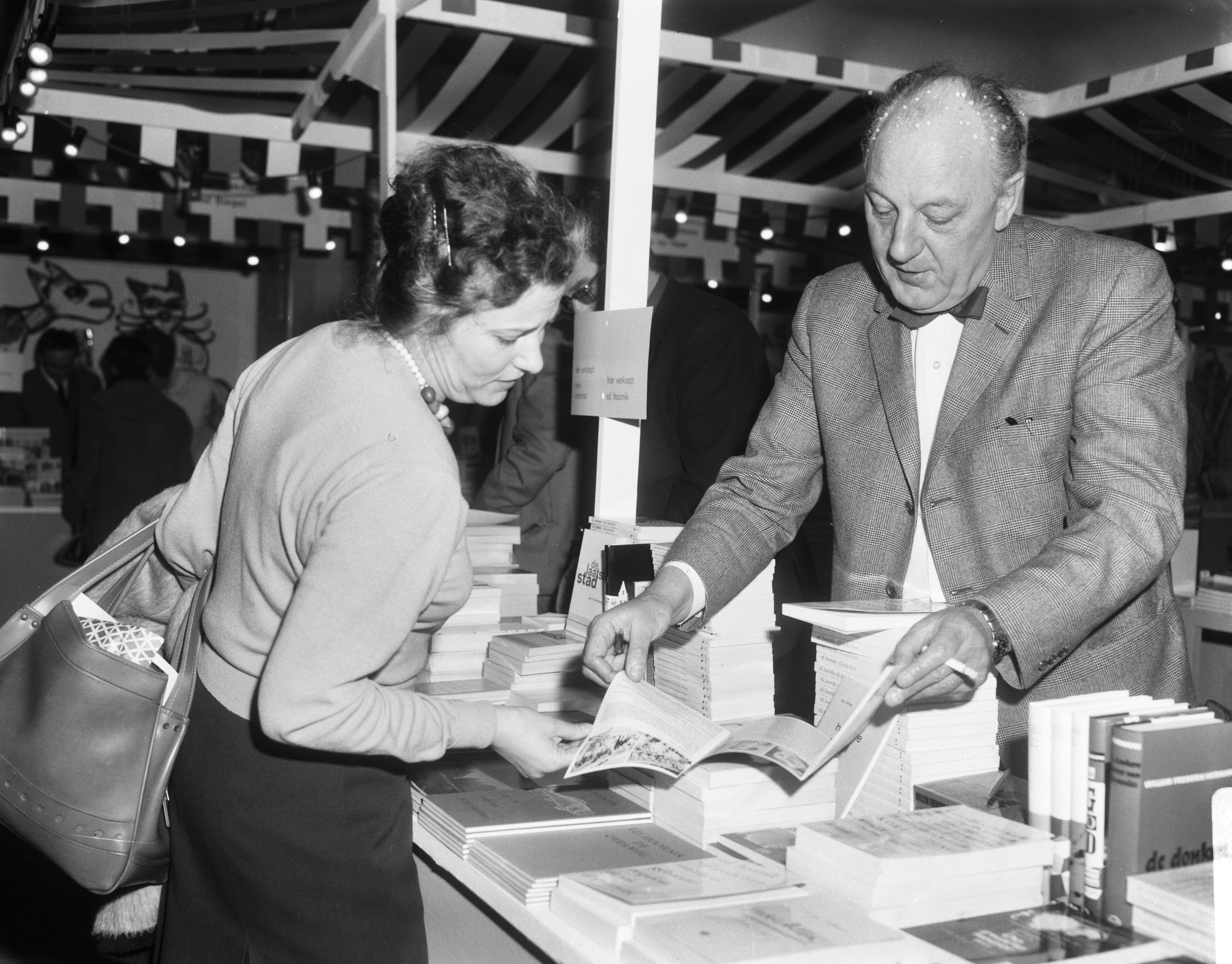
Boekenmarkt in de Bijenkorf, 1966

Het Feest der Letteren is een voormalig jaarlijks signeerevenement met schrijvers en genodigden, georganiseerd door het warenhuis De Bijenkorf. Het was de opvolger van de Boekenmaand, die tot 2011 door het warenhuis werd georganiseerd. Het evenement werd voor het laatst gehouden in 2017.

## Geschiedenis
In 1949 startte de Bijenkorf met een Schrijversmarkt, later vervangen door de literaire Boekenmaand.
Tussen 1983 en 2011 werd de Boekenmaand door De Bijenkorf gevierd met een eigen uitgaaf en de regelmatig uitgebrachte Top 100, zoals die van 1994, met de titel Geluk en Gelazer in de letteren. Slechts een keer, in 1987, durfde men de eigen uitgaaf: Liegen, loog, gelogen van Dolf Cohen, als Alternatief Boekengeschenk aan te kondigen.
In 2011 werd dit alles omgedoopt tot Het Feest der Letteren. Het was het grootste literaire signeerevenement van Nederland.
Vanaf 2013 verschenen er geen Bijenkorfuitgaven meer in het kader van dit evenement.
Boekhandelketen AKO nam vanaf 1 september 2018 de bedrijfsvoering van de boekenafdelingen van de Bijenkorf over. Daarmee kwam ook een einde aan Het Feest der Letteren.

## Uitgaven Literaire Boekenmaand
- 1983: Een eeuw Nederlandse poëzie: gedichten van de 'tachtigers' tot nu (samengest. door C.J. Aarts).[7]
- 1984: De Literaire Top 100 Aller Tijden[8]
- 1985: Inez van Eijk en Rudi Wester, Honderd helden uit de Nederlandse literatuur
- 1985: Willem Frederik Hermans, De liefde tussen mens en kat.
- 1986: Adriaan van Dis, De rat van Arras, novelle
- 1987: Wim Hazeu, Het literair pseudoniemen boek
- 1987: Dolf Cohen (pseud. van Hugo Brandt Corstius): Liegen loog gelogen
- 1988: John Müller, Het literair Anekdoten Boek
- 1988: Yvonne Keuls, Daniel Maandag
- 1989: Harry Mulisch, Voorval: variatie op een thema
- 1990: John Müller, Het literair leesboek: boeken over boeken, boeken over schrijvers, schrijvers over boeken, schrijvers over schrijvers, schrijvers over lezers, lezers over schrijvers, lezers over lezers, lezers over boeken, boeken over lezers: in meer dan 50 fragmenten
- 1990: Gerrit Komrij, De Pagode
- 1990: Jan Croes (e.a. samenstellers), De ideale Bibliotheek, 100 boeken die iedereen gelezen moet hebben
- 1991: Jeroen Brouwers, Anais Anais
- 1992: Multatuli, Max Havelaar
- 1992: Hans G. Visser, Indië in Holland: Nederlandse schrijvers over hun Rijk van Insulinde
- 1992: Eric de Kuyper, Aantekeningen van een voyeur, autobiografische verhalen van de Vlaamse schrijver
- 1993: Roald Dahl, Twee sprookjes (vert. [uit het Engels] door Sjaak Commandeur)
- 1993: Godfried Bomans, Dagboek van een gymnasiast. Vroege jeugdherinneringen
- 1994: Peter van Straaten, Grote jongens huilen niet
- 1994: Peter Brinkers, Adriaan Morriën, Karel Soudijn, Geluk en gelazer in de letteren
- 1995: Maria Heiden, De schrijversmarkt of De schrijver is ook maar een mens.
- 1995: Gerard Reve, Op zoek
- 1996: Joost Zwagerman, Tomaatsj
- 1997: Theodor Holman, Een Winkelzoon in het Glazen Paleis, een etmaal in de etalage
- 1997: Rudi van Dantzig, De Bruid staat rechts van U
- 1998: Nelleke Noordervliet, Water en as
- 1998: Daphne Meijer, Joodse tradities in de Literatuur, van Medele Mojcher Sforim tot Arnon Grunberg
- 1999: Lulu Wang, Het witte feest, novelle
- 1999: Elsbeth Etty, Dames gaan voor, Nieuwe Nederlandse schrijfsters van Hella Haasse tot Connie Palmen
- 2000: Hugo Claus, Een slaapwandeling
- 2001: Marja Pruis, Gouden fictie
- 2001: Remco Campert, Beschreven blad - Novelle - Na de plotselinge dood van zijn ouders ligt het leven van een jongeman in goede doen blanco voor hem
- 2002: Gerrit Komrij, Leesliefde in 100 & enige gedichten
- 2002: Theodor Holman, Ik weet niet meer wat liefde is
- 2003: Maarten 't Hart, De scheltopusik
- 2004: Arnon Grunberg, Het aapje dat geluk pakt
- 2004: Hugo Borst, Alle ballen op Heintje
- 2005: Jessica Durlacher, Schrijvers!
- 2006: Hugo Borst, De duizendste van Romaria: een kleine ode aan Frau Heimer en andere (spelers)vrouwen: observaties, belevenissen, gedachten, ontdekkingen
- 2006: Martin Bril, De heetste dag van het jaar
- 2007: Wilfried de Jong, De opheffing van de Bob, en andere verhalen
- 2008: Abdelkader Benali, Munya - Een jonge Nederlandse journalist volgt Wolter Wandel, cultureel entrepreneur in het Midden-Oosten, op zijn werkreizen naar Marokko, Egypte en Libanon
- 2009: Kees van Beijnum, Zoon van
- 2010: Rosita Steenbeek, De Trein naar Oefa

## Uitgaven Het Feest der Letteren
- 2011: Dimitri Verhulst, Monoloog van iemand die het gewoon werd tegen zichzelf te praten
- 2012: Sylvia Witteman, Inflatiekroketten. Over geld en werk